# سالف كيتا
ساليف كيتا (بالفرنسية: Salif Keïta) (ولد في دجوليبا في 25 أغسطس 1949) هو موسيقي من مالي. بعد التخرج، كان يطمح بأن يصبح معلم لكنه فشل بسبب تفاقم البطالة إبان ستينيات القرن المنصرم، كما حال دون تحقيق تلك الأمنية ضعف بصره، حيث يعاني من الألبينية. قرر أن يصبح مغني الأمر الذي خلق فضيحة في عائلته، فحسب تصور ثقافة الماندينكا، كان من يمتهن الموسيقى يعتبر شخص فاجر وغير مسؤول، فالموسيقى تخص وتنحصر فقط عند طبقة الغريوت، وكيتا ينحدر من عائلة أمراء، رُفض من قبل عائلته وانتقل إلى باماكو في 1968.
بعد أن انتقل إلى باماكو العاصمة بدأ مشواره الجاد في النوادي الليلية مع أحد أشقائه. وبعد عامين انضم لفرقة Rail Band المدعومة من الحكومة. وفي سنة 1973 ترك فرقة سكة الحديد وانضمَ لفرقة السفراء Ambassadeurs
وجد سالف كيتا النجاح في باريس وأوروبا ولكن لم تسلم أعماله من النقد بسبب عدم التجويد والدقة في بعض الأحيان عند بدايته.
يدير قرية أطفال، أولاد وبنات يعانون من المهق وغيرهم من المشردين، والتي يدعمها ويعلم فيها الموسيقى.

## ألبومات
- 1987 : Soro, Island.
- 1989 : Ko-Yan, Island.
- 1991 : Amen, Island.
- 1994 : 1969-1980 مع Sonodisc.
- 1995 : The Mansa of Mali...a Retrospective, Mango.
- 1995 : Folon, Mango.
- 1997 : Seydou Bathili, Sonodisc.
- 1998 : Sosie, Night & day.
- 1999 : Papa, Capitol records.
- 2002 : Moffou, Universal.
- 2005 : M'Bemba, Universal.
- 2009 : La Différence, Emarc.
- 2011 : Anthology, Universal

## وصلات خارجية
- سالف كيتا على موقع IMDb (الإنجليزية)
- سالف كيتا على موقع الموسوعة البريطانية (الإنجليزية)
- سالف كيتا على موقع ألو سيني (الفرنسية)
- سالف كيتا على موقع ميوزك برينز (الإنجليزية)
- سالف كيتا على موقع أول موفي (الإنجليزية)
- سالف كيتا على موقع قاعدة بيانات الأفلام السويدية (السويدية)
- سالف كيتا على موقع أول ميوزيك (الإنجليزية)
- سالف كيتا على موقع ديسكوغز (الإنجليزية)
- سالف كيتا على موقع قاعدة بيانات الفيلم (الإنجليزية)
- سالف كيتا على موقع كينوبويسك (الروسية)

- الموقع الرسمي نسخة محفوظة 16 مايو 2007 على موقع واي باك مشين. (بالفرنسية)
- بيوغرافيا (بالفرنسية)
- allmusic - سالف كيتا[وصلة مكسورة] (بالإنجليزية)